# Raleigh (Mississippi)
Pour les articles homonymes, voir Raleigh (homonymie).
La ville de Raleigh est le siège du comté de Smith, situé dans l’État du Mississippi, aux États-Unis. Sa population s’élevait à 1 462 habitants lors du recensement de 2010, estimée à 1 423 habitants en 2017.

## Source
- (en) Cet article est partiellement ou en totalité issu de l’article de Wikipédia en anglais intitulé « Raleigh, Mississippi » (voir la liste des auteurs).